# レアンドラ・オリンガ＝アンデラ
レアンドラ・オリンガ＝アンデラ（Léandra Olinga-Andela、1997年8月12日 - ）は、フランスの女子バレーボール選手。フランス代表。

## 来歴

### クラブチーム
カメルーンのヤウンデ出身。父はプロサッカー選手であり、5歳のときにフランスへ渡った。そこでバレーボールをはじめ、2013年、ジュニアのクラブへ入団。2015年、Évreux Volley-Ballに入団しプロ選手としてのキャリアをスタートさせた。2018年、バレー・ミュルーズ・アルザスへ移籍すると、チームの中心選手として活躍。5年間在籍し、フランス国内リーグでは優勝1回、準優勝2回の成績を残した。2022/23シーズンのフランス国内リーグではベストミドルブロッカー賞を受賞した。2023年、活躍の場をギリシャへ移し、2023/24シーズンはAO Lamia、Ilisiakosでプレーした。2024年9月、イタリアセリエA1のパッラヴォーロ・ピネローロへ移籍することが発表された。

### 代表チーム
2019年、シニア代表に初選出され、同年9月の欧州選手権に出場。2022年、代表復帰し、ヨーロッパゴールデンリーグで金メダルを獲得した。2023年のチャレンジャーカップでは優勝に貢献した。同年9月の欧州選手権では6位となった。2024年、ネーションズリーグ、パリ五輪に出場した。

## 人物
2019年にフランス国籍を取得。

## 球歴
- オリンピック - 2024年
- ネーションズリーグ - 2024年
- 欧州選手権 - 2019年、2023年
- チャレンジャーカップ - 2022年、2023年

## 受賞歴
- 2023年 - 2022/23フランスリーグA ベストミドルブロッカー賞

## 所属クラブ
- France Avenir（2013-2014年）
- Évreux Volley-Ball（2015-2018年）
- バレー・ミュルーズ・アルザス（2018-2023年）
- AO Lamia 2013（2023年）
- Ilisiakos（2024年）
- パッラヴォーロ・ピネローロ（2024年-）